# Торчилин, Владимир Петрович
Владимир Петрович Торчилин (род. 13 сентября 1946, Москва) — советский и американский учёный-биохимик, профессор фармации, один из наиболее известных в мире специалистов по медицинским нанотехнологиям и созданию многофункциональных систем таргетной биодоставки лекарств (№ 2 в списке наиболее авторитетных в мире учёных-фармакологов 2001—2010 годов по версии Times Higher Education).
Лауреат Ленинской премии в области науки и техники (1982, совместно с Е. И. Чазовым, В. Н. Смирновым, К.Мартинеком и И. В. Березиным «за теоретическиое, экспериментальное и клиническое обоснование использования иммобилизованных ферментов для лечения сердечно-сосудистых заболеваний»). Доктор химических наук (1981), профессор (1985), заслуженный профессор (англ. Distinguished professor) Северо-Восточного университета, Бостон.

## Биография
В 1968 году окончил химфак МГУ. В 1971—1973 годах работал там же младшим научным сотрудником.
С 1974 года работал в Институте экспериментальной кардиологии Всесоюзного кардиологического научного центра АМН СССР: старший научный сотрудник, с 1980 года — руководитель лаборатории инженерной энзимологии.
С 1991 года живёт в США. Работает в Центре визуализации и фармацевтических исследований отделения радиологии Центральной больницы штата Массачусетс (руководитель химической программы), одновременно — профессор Медицинской школы Гарвардского университета, затем — заслуженный профессор и заведующий кафедрой фармацевтических наук (Department of Pharmaceutical Sciences of School of Pharmacy; по 2008 год) Северо-Восточного университета в Бостоне, глава входящего в университет Центра фармацевтической биотехнологии и наномедицины, удостоенного почётной сертификации Center of Cancer Nanotechnology Excellence.

## Научная деятельность
Исследует проблемы медицинских полимеров, биохимии ферментов, искусственных фосфолипидных мембран, использования антител в диагностике и терапии, модификации белков, экспериментальной терапии опухолей.
В библиографии Торчилина более 370 статей в рецензируемых журналах с высоким импакт-фактором, включая более 150 простых и приглашённых обзоров, он владеет в соавторстве более 40 патентами на различные биофармацевтические технологии.
Им написан ряд крупных монографий и востребованных учебных пособий, а также научно-популярных книг («Там, где кончается наука», 1990; и др.).
Регулярно участвует в научных конференциях с приглашенными лекциями и/или как член оргкомитета и ведущий секций наномедицины в целом или наномедицины рака, включая американские, российские и регулярные (ежегодные) международные конференции, в частности NSTI Nanotech. Полный список конференций, симпозиумов и т. п. с его участием насчитывает около 200 позиций.
Исполняет редакторские обязанности в ряде известных научных изданий, в частности
- Drug Delivery — главный редактор (совместно с Альфредом Стрэчером)
- Current Drug Discovery Technologies — главный редактор
- Pharmaceutics — редактор специальных выпусков[7]
- Anti-Cancer Agents in Medicinal Chemistry — редактор специальных выпусков[8]
- Journal of Controlled Release — редактор отдела обзоров[9]

## Литературно-публицистическое творчество
Публикует общественно-политические статьи и литературные очерки в газетах и журналах России («Независимая газета», «Совершенно секретно», «Новая ежедневная газета»; «Аврора», «Волга», «Север», «Континент», «Всемирное слово») и США («Новое русское слово», «Вечерний Нью-Йорк», «Сталкер», «Побережье», «Вестник», «Русская Америка»).

### Избранные сочинения
- 1991: Там, где кончается наука
- 1995: Странные рассказы, Москва
- 1996: Повезло, New York
- 2000: Время между, СПб., Пушкинский фонд, ISBN 5-89803-044-1
- 2006 Кружок друзей Автандила, Москва, Наука-Культура
- 2012 Лабух, Москва, Аграф, ISBN 978-5-7784-0429-8

## Награды
- 1982 Ленинская премия
- 2002 Fellow, American Institute of Medical and Biological Engineering
- 2002 Member, European Academy of Science
- 2003 Fellow, American Association of Pharmaceutical Scientists (AAPS)
- 2005 Research Achievements in Pharmaceutics and Drug Delivery Award from the AAPS
- 2007 Research Achievements Award from the Pharmaceutical Sciences World Congress
- 2009 International Journal of Nanomedicine Distinguished Scientist Award
- 2010 Founders Award, Controlled Release Society
- 2010 Fellow, Controlled Release Society
- 2012 Alec Bangham Life Achievement Award
- 2013 Journal of Drug Targeting Life Achievement Award
- 2013 Blaise Pascal Medal in Biomedicine from the European Academy of Sciences